# Litíase
Lítíase ou cálculo são termos utilizados para designar formações pétreas de composições diversas (cálcio, colesterol, urato, etc.) no organismo humano em especial nas vias urinárias e biliares  e também nos animais, podendo levar a doenças . 
São condensações (depósitos ) de íons e sais formados no interior do rim, pode ter 3 caminhos: Aumento de tamanho, Eliminação e a Estabilização.

## Tratamento
O tratamento convencional do cálculo urinário consiste na ingestão de analgésicos e muito líquido. Também podem ser receitados remédios que ajudam na dissolução de certas substâncias da urina, como o cálcio. Muitos médicos estão utilizando atualmente um composto de fosfatos reativos (PO4) para dissolução dos cálculos renais. O NQI (Núcleo Quelado Inteligente) tem se mostrado muito eficaz. Em muitos casos, ainda utiliza-se cirurgia. Hoje em dia, são utilizadas algumas alternativas ao bisturi, como a litotripsia extracorpórea, que consiste em submeter o paciente a ondas de choque que quebram os cálculos dentro do rim, facilitando a sua eliminação pela urina. Há ainda instrumentos que são introduzidos
O tratamento também pode ser realizado por 4 principais tipos de abordagem cirúrgica, dependente da localização, tamanho e tipo do calculo  .
1. Litotripsia extracorpórea por ondas de choque;
2. Cirurgia percutânea;
3. Ureterolitotripsia endoscópica;
4. Cirurgia convencional.